# Machine (album, Static-X)
Machine je druhé studiové album americké skupiny Static-X.
Album vyšlo v roce 2001 a debutovalo na 11. místě žebříčku Billboard 200, což ho činí v tomto směru nejúspěšnějším albem Static-X. Většina alba byla napsána v době turné k předchozí nahrávce Wisconsin Death Trip, takže texty jsou inspirované především zážitky z tour. Při nahrávání desky došlo k změně v sestavě kapely - kytaristu Koichi Fukuda nahradil Tripp Rex Eisen. Producentem byl stejně jako na debutu Ulrich Wild. Z alba pochází tři singly - Black And White, This Is Not a Cold. Skladba Cold byla používá ve filmu Královna prokletých. Mezi fanoušky je tato deska považována za nejtvrdší od Static-X.

## Seznam skladeb
1. Bien Venidos	0:23
2. Get To The Gone	2:49
3. Permanence	4:01
4. Black And White	3:50
5. This Is Not 	2:57
6. Otsego Undead	3:29
7. Cold	3:40
8. Structural Defect	3:39
9. ...In A Bag	4:21
10. Burn To Burn	4:17
11. Machine	3:27
12. A Dios Alma Perdida	5:58
13. Anything But This (bonus track)
14. Sweat Of The Bud (live) (bonus track)

## Sestava
- Wayne Static – zpěv, kytara, programování
- Tripp Rex Eisen – hlavní kytara
- Tony Campos – basová kytara, vokály v pozadí
- Ken Jay – bubny